# Théâtre des Variétés

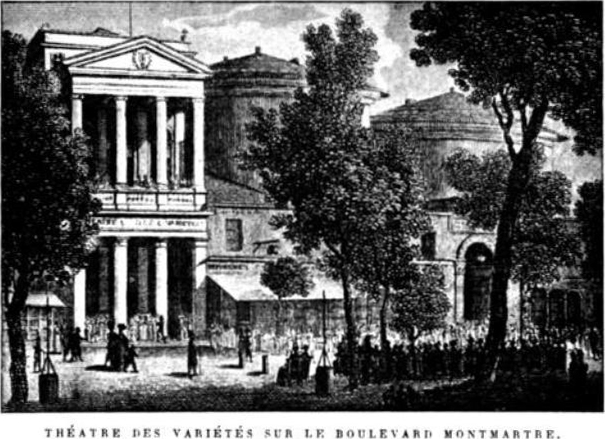
El théâtre des Variétés, v. 1820

El Théâtre des Variétés (en català: Teatre de les Varietats) és una sala de teatre i espectacles ubicada en el número 7 del bulevard Montmartre, en el II Districte de París. Fou declarat monument històric el 1975.
La seva creació es deu a Marguerite Brunet, anomenada senyoreta Montansier. Havent estat empresonada per deutes el 1803 i mal vista pel govern, un decret de 1806 ordenà l'evacuació del Théâtre du Palais-Royal, que aleshores s'anomenava «Variétés». El propòsit de l'esmentat decret era evacuar a la companyia de Montansier per a fer-li lloc al Théâtre-Français, la sala del qual es trobava aleshores deserta, mentre que la del Variétés de Montansier gaudia d'un enorme èxit. Molt descontenta per haver d'evacuar l'1 de gener de 1907, Montansier va ser rebuda per l'emperador, i, als seus 77 anys, va rebre un ajut i protecció. Aleshores, va reunir la Société des Cinq ('Societat dels cinc'), que dirigira la seva companyia, per tal de construir un nou escenari. Aquest fou inaugurat el 24 de juny de 1807.

## Estrenes
- 1852, 25 març: Un Monsieur qui prend la mouche, d'Eugène Labiche i Marc-Michel
- 1853, 19 gener: Un ami acharné, d'Eugène Labiche i Alphonse Jolly
- 1853, 11 febrer: On dira des bêtises, d'Eugène Labiche i R. Deslandes
- 1853, 19 març: Un notaire à marier, de Marc-Michel, E. Labiche i A. de Beauplan
- 1864: La Belle Hélène, de Jacques Offenbach, llibret de Meilhac i Halévy
- 1866: Barbe-Bleue, de Jacques Offenbach, llibret de Meilhac i Halévy
- 1867: La Grande-Duchesse de Gérolstein, de Jacques Offenbach, llibret de Meilhac i Halévy
- 1868: La Périchole, de Jacques Offenbach, llibret de Meilhac i Halévy
- 1869: Les Brigands, de Jacques Offenbach, llibret de Meilhac i Halévy
- 1946: César, de Marcel Pagnol.